# Franz Schmidt (Oberbürgermeister)
Franz Schmidt († nach 1945) war ein deutscher Volkswirt und Kommunalpolitiker (NSDAP). Er war von 1933 bis 1945 Oberbürgermeister der Stadt Crimmitschau in Sachsen.

## Leben und Wirken
Nach dem Schulbesuch absolvierte Schmidt ein Studium mit dem Abschluss als Diplom-Volkswirt. Nachdem der 1923 zum Ersten Bürgermeister von Crimmitschau gewählte Friedrich Buchwald (SPD) nach der „Machtergreifung“ der Nationalsozialisten 1933 entlassen worden war, wurde Schmidt am 9. März 1933 als Vertreter der NSDAP zunächst kommissarischer Oberbürgermeister von Crimmitschau, später tatsächlich Oberbürgermeister. Wenig später wurde er in den Vorstand des Talsperren-AG Crimmitschau aufgenommen.
In seiner Amtszeit war er u. a. persönlich an der Inhaftierung eines jüdischen Arztes in Crimmitschau 1935 beteiligt, der als sogenannter „Rassenschänder“ gebrandmarkt wurde. Die SA verwüstete anschließend Wohnung und Praxis des Arztes. Bis 1939 verließ die jüdische Bevölkerung die Stadt Crimmitschau.
Am 13. und 14. April 1945 stießen US-amerikanische Panzer auf der Reichsautobahn aus Richtung Meerane kommend nach Crimmitschau vor. Die Stadt wurde am 15. April eingenommen und in der Folge Franz Schmidt als Oberbürgermeister abgesetzt.

## Publikation
- Textilstadt Crimmitschau. Crimmitschau, 1935.